# Schloss Buderose
Koordinaten: 51° 59′ 55″ N, 14° 43′ 25″ O
Schloss Buderose war das Hauptgebäude eines Rittergutes am südlichen Ortsrand des Dorfes Buderose, heute Budoradz in Polen in der Landgemeinde Gubin, im Kirchspiel Groß Breesen.

## Geschichte
Das Schloss Buderose bei Guben wurde im Jahr 1637 auf dem seit 1527 als böhmisches Lehen bestehenden Rittergut des Friedrich von Pilgram auf Wallwitz am rechten Ufer der Neiße errichtet. Im Jahre 1786 kaufte die Familie von Blücher das Rittergut. Käufer wurde der damalige Rittmeister und spätere Major Franz August von Blücher das Anwesen. Blücher heiratete Erdmuthe Elisabeth Auguste von Saul (* 1757; † 1819), Tochter des sächsischen Diplomaten Ferdinand Ludwig von Saul. Die Begüterung blieb bis etwa 1878 im Besitz der Familie von Blücher. Zeitweilig war Frau von Blücher die Gutsherrin. Durch Heirat, 1851 zu Buderose, der Anna von Blücher-Buderose (1828–1892) mit dem späteren Major Wilhelm von Studnitz (1821–1880) kam es dann an die Adelsfamilie Studnitz, als Erbe an den gemeinsamen Sohn Paul von Studnitz (1853–1912), liiert seit 1879 mit Elvira Kraeusel (1860–1933). Bereits seit 1895 gehörte der bis dorthin juristisch eigenständige Gutsbezirk Buderose zur Gemeinde Buderose. Studnitz verkaufte den Herrensitz Ende des 19. Jahrhunderts (bereits um 1895) an seinen Schwager, den Afrika-Reisenden Dr. Emil Kreisel, genannt Kraeusel. 1914 umfasste das Rittergut Buderose 358 ha gesamt, davon waren 239 ha Waldbesitz. Als Pächter agierte der kgl. Amtmann Wadehn mit Wohnsitz in Breslack. Des Weiteren wurden kleinere Flächen an andere regionale und örtliche Landwirte vertraglich vergeben.
Im Jahr 1924 ging das Schloss amtlich auf die Stadt Guben über, die es im Zuge einer Stiftung der „Kameradschaft der Frontdichter in der NSDAP“ überließ. Auf diesem Wege gab es Mittel zur Unterhaltung des Anwesens durch die preußische Provinzialverwaltung. Nach dem Zweiten Weltkrieg ist das Gebäude verfallen und bis auf den Keller abgetragen. Bestehen blieben ein Wirtschaftsgebäude sowie die Pfeiler der Toreinfahrt.

## Nutzung während der Zeit des Nationalsozialismus
Buderose wurde in der Zeit des Nationalsozialismus zum „Haus der deutschen Frontdichter“ unter der Leitung von Jürgen Hahn-Butry. Am 13. und 14. Juni 1938 fand das erste Reichs-Frontdichter-Treffen der „Mannschaft“ in Guben und dem Dorf Buderose unter Anwesenheit des Reichsleiters der NSDAP, Alfred Rosenberg, statt. Zu den zahlreichen anwesenden Schriftstellern zählte u. a. Edwin Erich Dwinger, Mario Heil de Brentani, Max Barthel, Rudolf G. Binding und Hans Friedrich Blunck.
Im März 1939 fand unter Leitung von Alfred Rosenberg und Alfred Baeumler die erste philosophische Arbeitstagung des Amtes Rosenberg statt. Ziel war es nach einem Bericht des Völkischen Beobachters, festzustellen „wie weit bei dem wissenschaftlichen Nachwuchs, der aus dem unmittelbaren Erleben des Nationalsozialismus kommt, schon selbständige Ansätze zu einem Philosophieren aus nationalsozialistischer Haltung heraus zu bemerken sind.“ Teilnehmer des Seminars waren u. a. Joachim Ritter, Eduard Baumgarten, Johannes Hoffmeister, Bruno Liebrucks, Erwin Metzke, Karl Schlechta, Heinrich Springmeyer.

## Weitere Literatur
- Bundesarchiv, Findbuch: Kanzelei Rosenberg, NS 8/151, H-K (Stiftung "Haus der deutschen Frontdichter", Schloß Buderose bei Guben (unter H abgelegt), 1938).
- Bundesarchiv, Findbuch: Der Beauftragte des Führers für die Überwachung der gesamten geistigen und weltanschaulichen Schulung und Erziehung der NSDAP, NS 15/312 (Durchführung einer philosophischen Arbeitstagung auf Schloß Buderose bei Guben, Vorbereitung einer weiteren Tagung auf der Gauschulungsburg Vomperberg bei Innsbruck).

## Zeitgenössische Literatur
- Erstes Reichs-Frontdichter-Treffen der „Mannschaft“. Herausgegeben von der „Mannschaft“, Kameradschaft der Frontdichter in der NSDAP, Berlin o. J. (1938) (Broschüre in der Akten des brandenburgischen Provinzialverbandes, Abt. XI, Kulturabteilung, Schrifttumsarchiv im LHA Potsdam)[13]